# 성주식

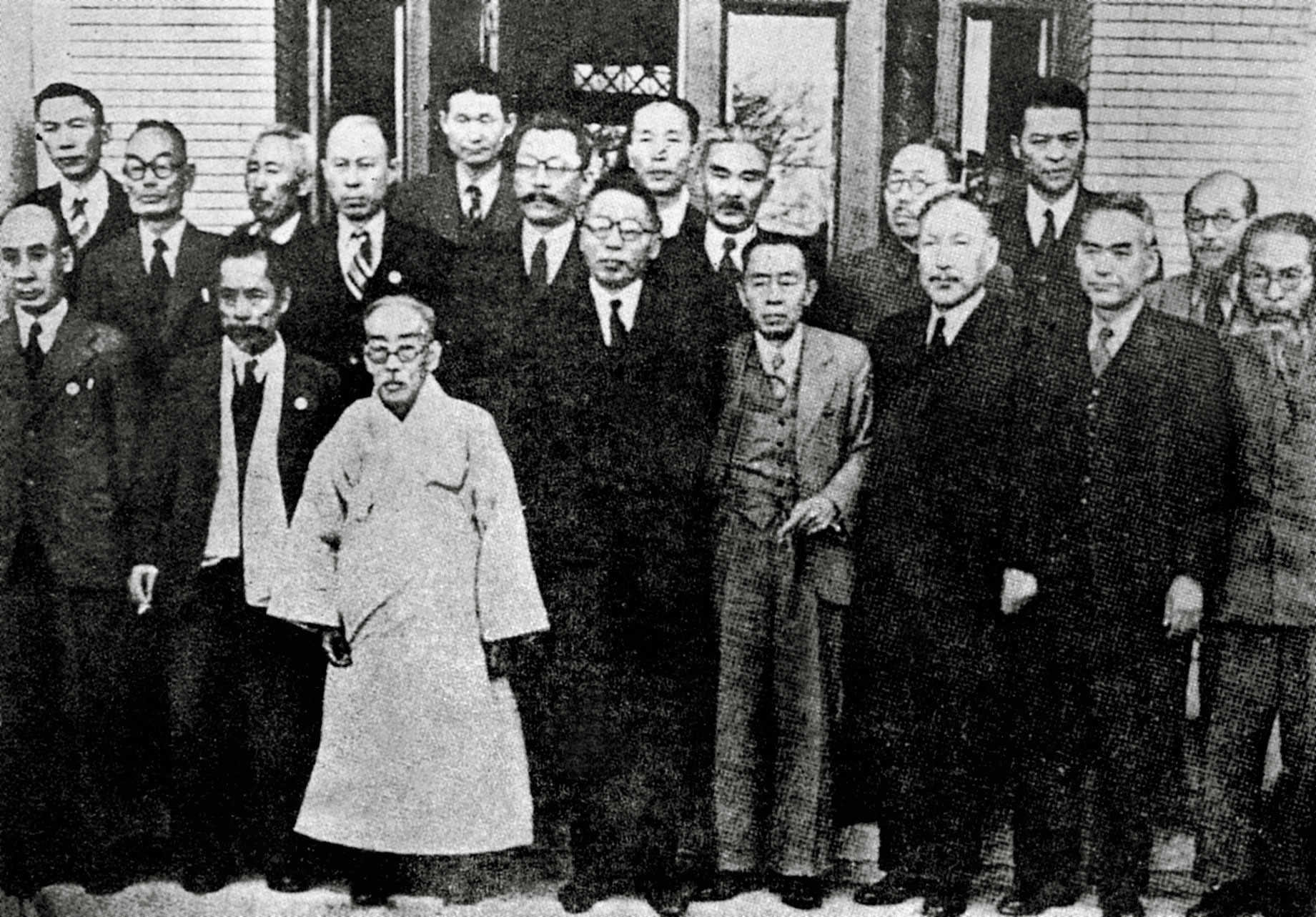
1945년 12월 3일. 임시정부요인 귀국기념 사진.
두 번째 줄 오른쪽에 있는 이가 성주식

성주식(成周寔, 1891년 ~ 1959년)은 일제강점기에 활동한 한국의 군인·사회주의계열 독립운동가, 조선민주주의인민공화국의 정치인이다.
일제강점기에는 조선의용대, 대한민국임시정부에서 활동하였으며, 해방이후에는 민주주의민족전선과 좌우합작운동에 참여하여 활동하였다. 1948년 4월 제1차 남북협상 때 월북하여 끝내 대한민국으로 귀환하지 않고, 48년 9월 조선민주주의인민공화국 건국에 참여, 조선민주주의인민공화국에서 정치인으로 활동했다.

## 같이 보기
- 김원봉
- 조선의용대
- 대한민국임시정부
- 민주주의민족전선
- 민족혁명당
- 좌우합작운동